# 小行星5805
小行星5805（5805 Glasgow）是一颗绕太阳运转的小行星，为主小行星带小行星。该小行星于1985年12月18日发现。

## 轨道参数
小行星5805的轨道半长轴为2.6033007 UA，离心率为0.115。